# Casa excusada
Se llama casa excusada la que en virtud de la concesión hecha a la corona de España por San Pío V  y otros pontífices elegía el rey en cada parroquia para percibir todos los diezmos de los frutos y ganados que produjese la misma. 
Se la llamó casa escusada porque el dueño de ella estaba exento o excusado de llevar sus diezmos al acervo común pues en vez de pagarlos a la Iglesia los entregaba al rey o a la real Hacienda y también casa cáñama y dezmera mayor porque era la del vecino que pagaba mayor cantidad de diezmos. También se decía casa excusada la del propietario que por privilegio estaba exento de pagar tributos y la del contribuyente que en vez de pagarlos al rey o señor lo hacía a la persona o comunidad que tenía el privilegio de percibirlos. 